# Bansi Lal

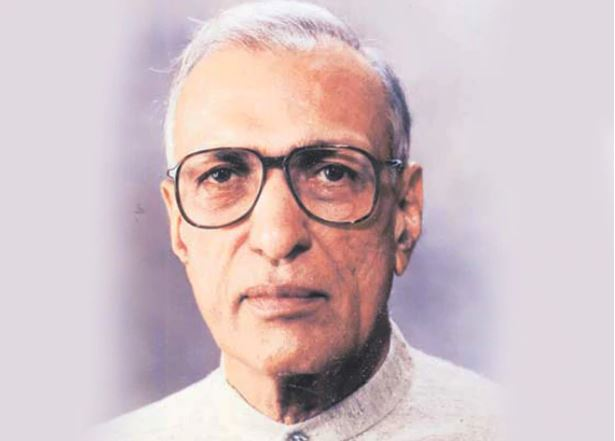
Bansi Lal

Bansi Lal (* 26. August 1927 in Golagarh, Distrikt Bhiwani, Punjab, Britisch-Indien; † 28. März 2006 in Neu-Delhi) war ein indischer Politiker des Indischen Nationalkongresses (INC) sowie seit 1991 der von ihm gegründeten Haryana Vikas Party (HVP), der sowohl Mitglied der Lok Sabha, des Unterhauses des indischen Parlaments, als auch Mitglied der Rajya Sabha, des Oberhauses des Parlaments, war. Er war drei Mal Chief Minister von Haryana sowie mehrmals Minister in Unionsregierungen.

## Leben

### Rechtsanwalt, Rajya Sabha-Mitglied und erste Amtszeit als Chief Minister von Haryana
Bansi Lal, Sohn von Choudhary Mohar Singh, war Angehöriger der Volksgruppe der Jat und engagierte sich 1943 bis 1944 als Sekretär des All India States Peoples’ Conference, des sogenannten Praja Mandal, im Fürstenstaat Loharu. Er begann nach dem Schulbesuch zunächst ein grundständiges Studium an der Haryana Agricultural University, das er mit einem Bachelor of Arts (B.A.) beendete. Ein darauf folgendes Studium der Rechtswissenschaften an der Juristischen Fakultät der Punjab University in Jalandhar schloss er mit einem Bachelor of Laws (LL.B.) ab. Anschließend nahm er eine Tätigkeit als Rechtsanwalt auf und war zwischen 1957 und 1958 Präsident der Anwaltsvereinigung von Bhiwani. Zugleich begann er sein politisches Engagement für den Indischen Nationalkongress (INC) und fungierte von 1955 bis 1958 als Generalsekretär der INC in Tosham. Danach fungierte er zwischen 1958 und 1962 als Mitglied des INC-Ausschusses im Bundesstaat Punjab sowie von 1959 bis 1962 auch als Präsident des INC in einem Distrikt dieses Bundesstaates.
Am 3. April 1960 wurde er zum ersten Mal Mitglied der Rajya Sabha, des Oberhauses des indischen Parlaments, und gehörte diesem bis zum 2. April 1966 an. Er engagierte sich von November 1964 bis Mai 1968 als Mitglied des Zentralen Lohnausschusses für Hafen- und Werftarbeiter. Nachdem der Bundesstaat Haryana aus dem Bundesstaat Punjab am 1. November 1966 als eigenständiger Bundesstaat entstanden ist, wurde er 1967 Mitglied der Legislativversammlung (Legislative Assembly) von Haryana und gehörte dieser nach seinen Wiederwahlen 1968 sowie 1972 bis 1975 an. Zu Beginn seiner Mitgliedschaft war er zwischen 1967 und 1968 Mitglied des Ausschusses für öffentliche Konten.
Als Nachfolger von Rao Birender Singh sowie einer sechsmonatigen Präsidialregierung (President’s rule) wurde Bansi Lal am 21. Mai 1968 erstmals Chief Minister von Haryana und bekleidete dieses Amt bis zu seinem Rücktritt am 6. Dezember 1975, woraufhin Banarsi Das Gupta seine Nachfolge antrat. 1968 wurde er zudem Mitglied des INC-Ausschusses von Haryana.

### Unionsminister und Lok Sabha-Mitglied
Bereits kurz vor seinem Rücktritt als Chief Minister wurde Bansi Lal am 1. Dezember 1975 als Minister ohne Geschäftsbereich in das Kabinett Indira Gandhi II berufen und bekleidete diese Funktion zwanzig Tage lang bis zum 21. Dezember 1975. Im Anschluss übernahm er im Zuge einer Regierungsumbildung von Premierministerin Indira Gandhi am 21. Dezember 1975 den Posten als Verteidigungsminister und bekleidete diesen bis zum Ende der Amtszeit Gandhis am 24. März 1977. Während dieser Zeit wurde er am 3. April 1976 erneut Mitglied der Rajya Sabha und gehörte dieser als Vertreter von Haryana bis zum 7. Januar 1980 an. Des Weiteren war er zwischen 1976 und 1977 auch Mitglied des Arbeitsausschusses sowie Mitglied des Parlamentarischen Ausschusses des Indian National Congress.
Bei der Wahl vom 3. bis 6. Januar 1980 wurde er für den INC erstmals Mitglied der Lok Sabha, des Unterhauses des indischen Parlaments. In dieser siebten Legislaturperiode fungierte er daraufhin zwischen 1980 und 1982 zuerst als Vorsitzender des Ausschusses für öffentliche Unternehmen sowie danach von 1982 bis 1984 als Vorsitzender des Schätzungsausschusses. Bei der Wahl am 24., 27. und 28. Dezember 1984 wurde er abermals zum Mitglied der Lok Sabha gewählt und gehörte dieser bis Juni 1986 an. In dem am 31. Dezember 1984 gebildeten Kabinett Rajiv Gandhi übernahm er den Posten als Eisenbahnminister und hatte diesen bis zum 4. Juni 1986 inne. Zugleich fungierte er zwischen dem 25. September 1985 und dem 24. Juni 1986 auch als Minister für Transport und Zivilluftfahrt.

### Zweite und dritte Amtszeit als Chief Minister von Haryana
Kurz vor seinem Ausscheiden aus der Unionsregierung löste Bansi Lal am 4. Juni 1985 Bhajan Lal als Chief Minister von Haryana ab und hatte diese Funktion bis zum 18. Juni 1987 inne, woraufhin erneut eine Präsidialregierung (President’s rule) eingesetzt wurde. Er war zugleich zwischen 1986 und 1987 wieder Mitglied der Legislativversammlung von Haryana. Bei der Wahl am 22. und 26. November 1989 wurde er für den Indischen Nationalkongress im Wahlkreis Bhiwani wieder zum Mitglied der Lok Sabha gewählt und gehörte dieser nunmehr in der neunten Legislaturperiode bis zur Wahl am 20. Mai, sowie 12. und 15. Juni 1991 an. In dieser Zeit war er 1990 Mitglied des Beratungsausschusses des Finanzministeriums.
1991 gründete Bansi Lal, dem Ehrendoktortitel der Rechte sowie der Wissenschaften verliehen wurden, die Haryana Vikas Party, eine Abspaltung des Indischen Nationalkongresses. Am 11. Mai 1996 übernahm er abermals als Nachfolger von Bhajan Lal zum dritten Mal den Posten des Chief Minister von Haryana. Er hatte diesen bis zum 23. Juli 1999 und wurde am darauf folgenden 24. Juli 1999 von Om Prakash Chautala abgelöst. Aus seiner Ehe mit Vidya Devi gingen zwei Söhne und vier Töchter hervor.